# Iso-Lemmistö
Iso-Lemmistö eller Lemmistö är en sjö i Finland. Den ligger i kommunen Lestijärvi i landskapet Mellersta Österbotten, i den centrala delen av landet, 400 km norr om huvudstaden Helsingfors. Iso-Lemmistö ligger 158,6 meter över havet. Arean är 1,23 kvadratkilometer och strandlinjen är 6,17 kilometer lång. Sjön  ingår i Lesti å huvudavrinningsområde.   I omgivningarna runt Iso-Lemmistö växer i huvudsak blandskog.